# Трусова, Анна Константиновна
Анна Константиновна Трусова (25 декабря 1989, Ленинград) — российская футболистка, полузащитница (в мини-футболе — защитница, вратарь). Мастер спорта России международного класса.

## Биография
Начинала заниматься футболом в Санкт-Петербурге в школьной команде с мальчиками, затем в 11-летнем возрасте присоединилась к клубу «Юность». Тренер — Наталья Александровна Паккер. Позднее занималась в команде «Аврора» (ДЮСШ № 2 Невского района).
Во второй половине 2000-х годов начала выступать на взрослом уровне за «Аврору». В высшей лиге по большому футболу провела два сезона в 2006—2007 годах. В мини-футболе становилась чемпионкой России и двукратной обладательницей Кубка европейских чемпионов. Из-за травмы спины завершила профессиональные выступления.
Впоследствии выступала в любительских и студенческих соревнованиях в Санкт-Петербурге, в том числе играла на позиции вратаря. Была играющим тренером любительских команд «Невская звезда», МО «Урицк».
Принимала участие в финальных турнирах чемпионата России по пляжному футболу в составе команд «Звезда» (Санкт-Петербург) в 2015—2016 годах (8 матчей, 2 гола) и «Драйв 32» (Брянск) в 2018 году (3 матча). Чемпионка России 2015 года, серебряный призёр 2016 года.
Окончила факультет компьютерных технологий и управления НИУ ИТМО.